# جيجي داغيستينو
جيجي داغيستينو (بالإيطالية: Gigi D'Agostino)‏ هو دي جيه وريمكس ومنتج أسطوانات إيطالي. بدأ مسيرته الفنية سنة 1986 في الإتالو ديسكو.

## وصلات خارجية
- جيجي دأغوستينو على موقع IMDb (الإنجليزية)
- جيجي دأغوستينو على موقع ميوزك برينز (الإنجليزية)
- جيجي دأغوستينو على موقع ميوزك برينز (الإنجليزية)
- جيجي دأغوستينو على موقع أول موفي (الإنجليزية)
- جيجي دأغوستينو على موقع أول ميوزيك (الإنجليزية)
- جيجي دأغوستينو على موقع ديسكوغز (الإنجليزية)

- www.GigiDAgostino.com